# Coleophora nikiella
Coleophora nikiella é uma espécie de mariposa do gênero Coleophora pertencente à família Coleophoridae.